# Narcissus albimarginatus
Narcissus albimarginatus es una especie de planta bulbosa perteneciente a  la familia de las Amarilidáceas. Es originaria del Norte de África, principalmente en Marruecos.

## Descripción
Tiene las hojas como junquillos de color gris-verdosas. Con una a dos flores por umbela, de color amarillo con un borde blanco en la corona. Florece entre marzo a abril.

## Hábitat
Narcissus albimarginatus crece entre los 860 hasta los 1670 m s. n. m. en tierras acumuladas en grietas en acantilados y afloramientos rocosos en montañas silíceas o calcáreas, y también se encuentra en arenisca debajo de los árboles de Cedrus atlantica, grietas de roca caliza cerca de cumbres montañosas, arena y piedra pastos, matorrales, bosques y bosque mediterráneo.
Debido a su presencia en los acantilados y las altas montañas, la única amenaza conocida es el riesgo de recolección por parte de botánicos u horticultores, sin embargo, incluso una presión de recolección menor podría afectar a poblaciones enteras.

## Distribución
Esta especie tiene una distribución restringida a las montañas del Rif occidentales del noroeste de Marruecos y tiene una área de ocupación estimada de 28 km². En la actualidad solo se conocen dos subpoblaciones. Debido a la naturaleza y la disponibilidad del hábitat en el que se producen, se ha estimado que el tamaño de la población total no excederá los 200 individuos. No hay información sobre las tendencias de la población.

## Taxonomía
Narcissus albimarginatus fue descrita por D.Müll.-Doblies & U.Müll.-Doblies y publicado en Flowering Plants of South Africa 50(2): , t, en el año 1986. 1989.
Etimología
Narcissus nombre genérico que hace referencia  del joven narcisista de la mitología griega Νάρκισσος (Narkissos) hijo del dios río Cephissus y de la ninfa Leiriope; que se distinguía por su belleza. 
El nombre deriva de la palabra griega: ναρκὰο, narkào (= narcótico) y se refiere al olor penetrante y embriagante de las flores de algunas especies (algunos sostienen que la palabra deriva de la palabra persa نرگس y que se pronuncia Nargis, que indica que esta planta es embriagadora). 
albimarginatus: epíteto latino que significa "con márgenes blancos".
Sinonimia
- Narcissus calcicola auct.[6][7]